# Ташкентский ботанический сад
Ташке́нтский ботани́ческий сад и́мени акаде́мика Ф. Н. Руса́нова (узб. Akademik F. N. Rusanov nomidagi Toshkent botanika bog‘i, Академик Ф. Н. Русанов номидаги Тошкент ботаника боғи) является структурным подразделением Института ботаники АН Узбекистана.
Современная территория сада — 65,4 га. По словам генерального директора НПЦ «Ботаника» АН Узбекистана Бобокула Тухтаева, ботанический сад Ташкента является вторым по площади на территории СНГ. В 2011 году сад посетило около 65 тысяч человек.

## История
Первый в городе ботанический сад площадью 8 га был создан в 1922 году на территории сада Туркестанского генерал-губернатора. Первоначально он принадлежал Среднеазиатскому государственному университету. В 1944 году передан Академии наук Узбекской ССР (созданной годом ранее).

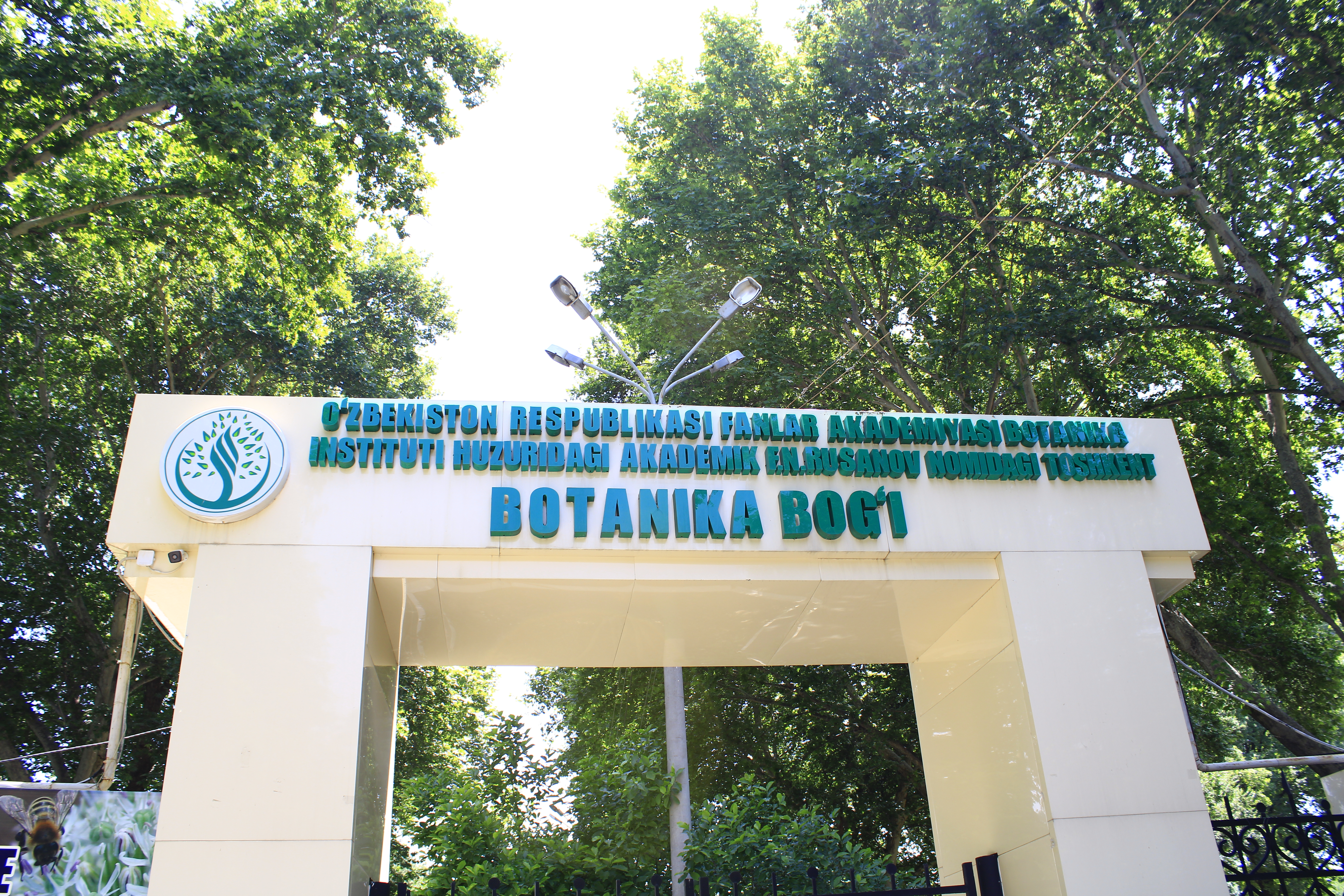
Вход в Ботанический сад Ташкента

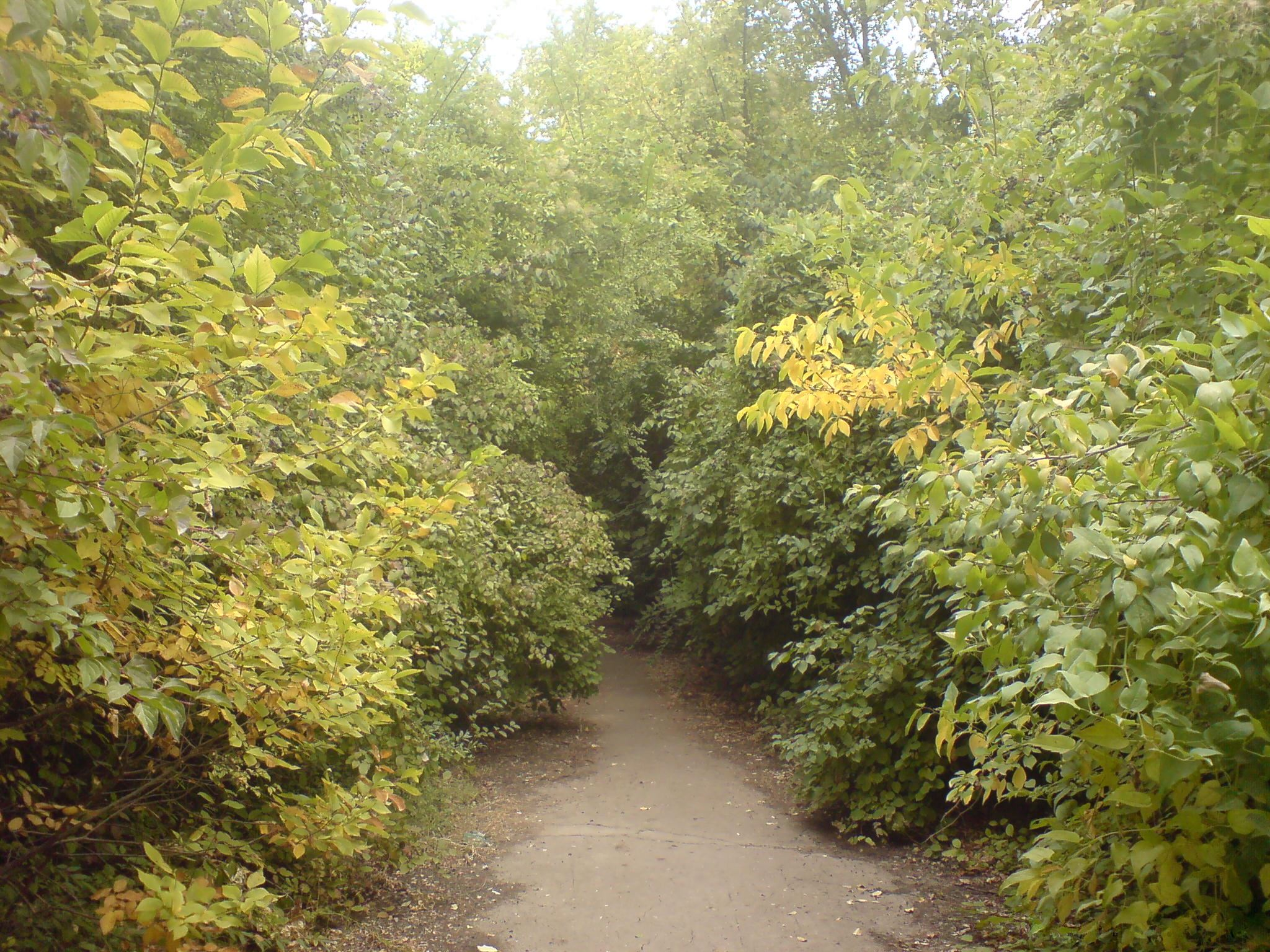
Дорожка в саду. Восточноазиатская коллекция

Ботанический сад на современной территории, площадью 80 га, был заложен в 1950 году. С 1 января 1968 года действовал на правах научно-исследовательского института. Официальное название — Ботанический сад имени академика Ф. Н. Русанова. В 1993—2004 годах ташкентский ботанический сад имел статус особо охраняемой природной территории.
В 1995 году на 22 га земель, отчуждённых для нового Ташкентского зоопарка (открыт в 1997 году), древесные посадки подверглись вырубке. Решение о строительстве зоопарка было принято городским хокимиятом (мэрией) вопреки экологическим предписаниям. В качестве компенсации в саду были построены теплицы с транспортным пунктом и котельной, новая оранжерея, забор по периметру земель, создан и благоустроен участок для лекарственных растений. Однако качество постройки оказалось недостаточным: в оранжерее не создавалось притенения растений (сотрудники были вынуждены замазать стёкла глиняным раствором) и практически немедленно вышли из строя пульверизаторы поливной системы, а в ограде имелись щели.
В 1998 году институт ботаники и ботанический сад были слиты в единое научное учреждение. В 2001 году на базе Института ботаники, ботанических садов в Ташкенте и Эликкалинском районе Каракалпакстана был создан Научно-производственный центр Академии наук Узбекистана «Ботаника».

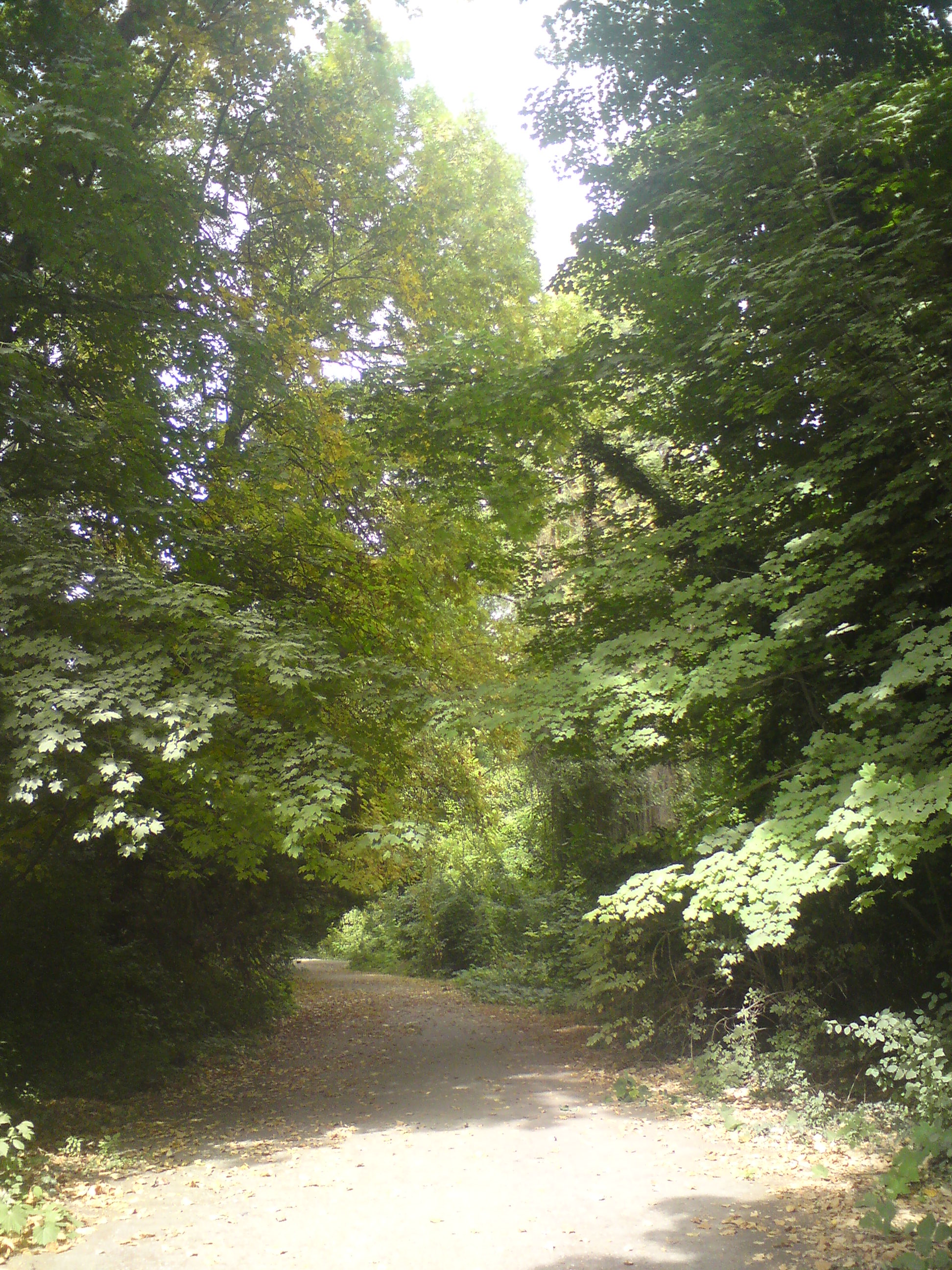
Дендрофлора Китая

В 2012 году ботанический сад Ташкента преобразован в структурное подразделение Института генофонда растительного и животного мира АН Узбекистана.

## География

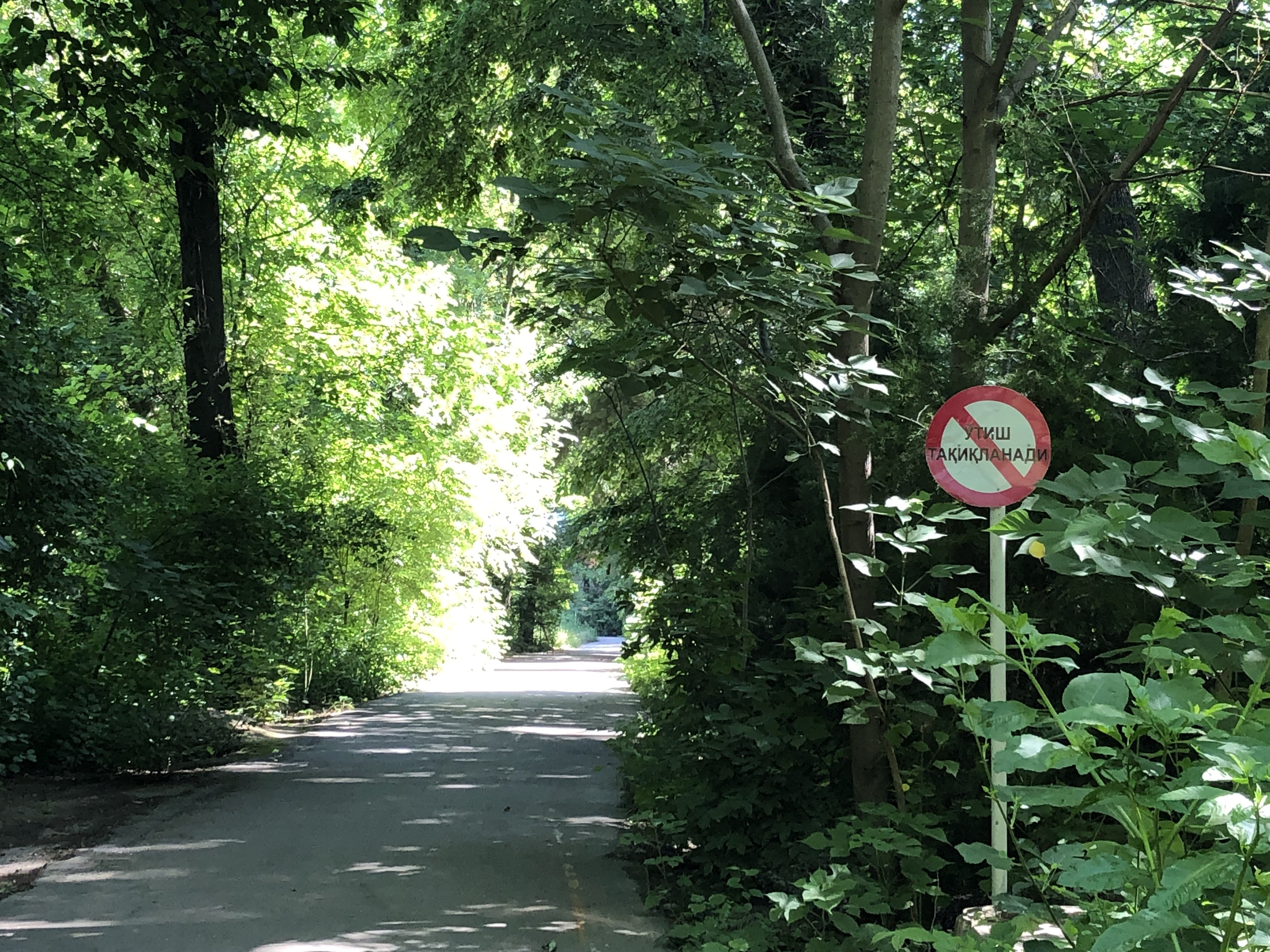
Знак запретной зоны в Ботаническом саду

Ташкентский ботанический сад расположен в Юнусабадском районе, на границе с Мирзо-Улугбекским районом. Его территория имеет примерно треугольную форму и ограничена с севера улицей Богишамол, с запада — территорией Ташкентского зоопарка, с юга и юго-востока граница проходит вдоль берега канала Салар. В северной части сада, близ входа, протекает канал (арык) Аккурган. Благодаря выгодному расположению, вода к древесным посадкам поступает самотёком. На территории сада имеется 5 озёр.

## Научная работа
С ботаническим садом Ташкента связаны научные исследования по интродукции растений в Узбекистан, а также переселению аборигенных растений. Выявляются виды, полезные в хозяйственном отношении, разрабатывается внедрение в культуру новых представителей флоры. Уделяется внимание редким и исчезающим, трудным для выращивания видам, а также лекарственным и цветочно-декоративным растениям.

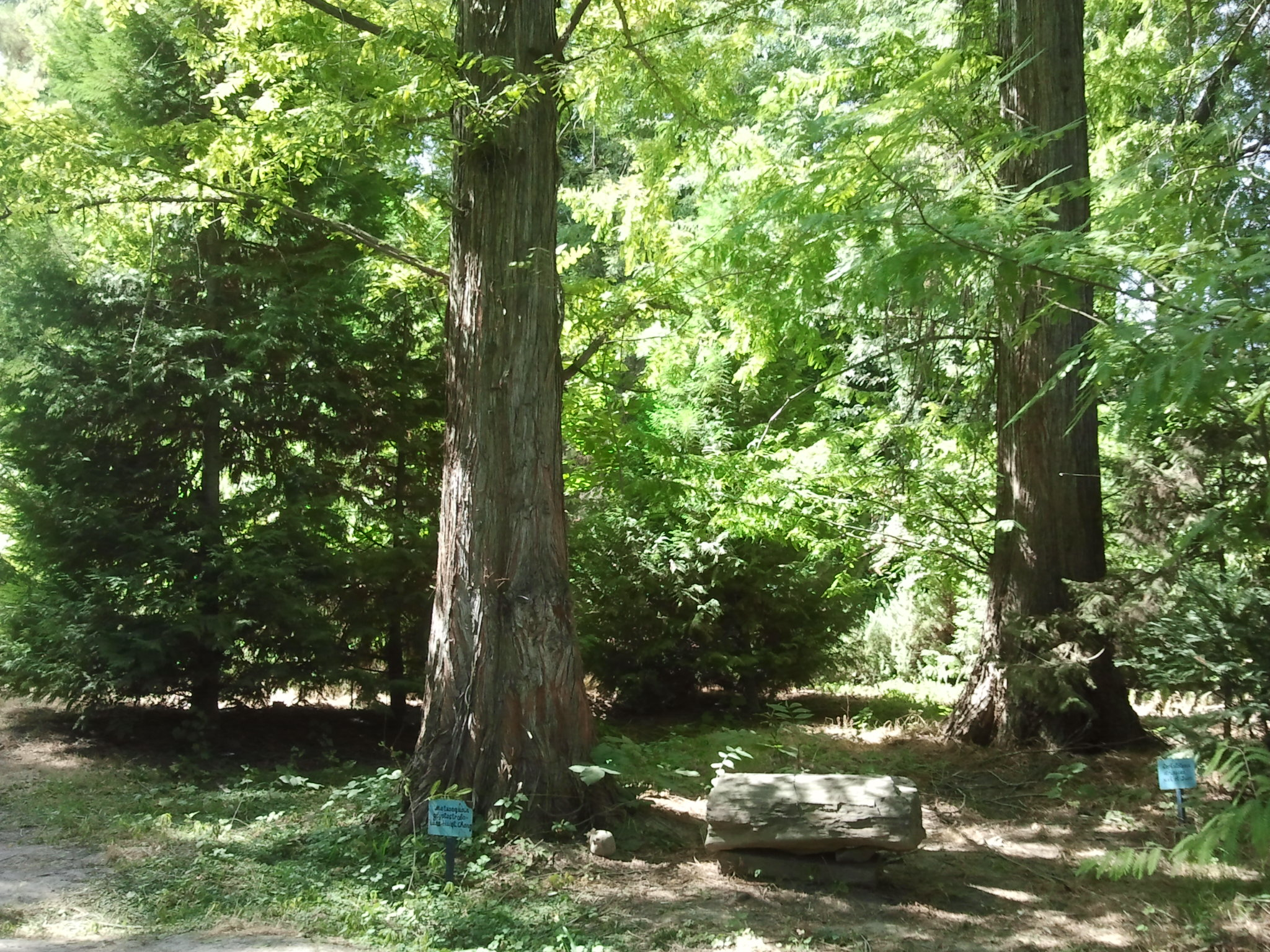
Метасеквойя глиптостробовидная, ботанический сад Ташкента

В учреждении был разработан ряд понятий и теорий в интродукции растений, метод интродукции родовыми комплексами, изучалась роль некоторых факторов в этом процессе, эффективность интродукции в резко отличные от естественной среды условия, велась селекционная работа с интродуцентами. Всего за годы существования сада предпринимались попытки по выращиванию 15 тысяч видов, из которых около трети прижились в саду, а свыше 400 видов декоративных, плодовых, лекарственных и лесных растений (к началу 1980-х годов) были направлены в хозяйственное использование.
По данным энциклопедии «Ташкент», в составе ботанического сада действуют 6 лабораторий. В «Национальной энциклопедии Узбекистана» сообщается о лаборатории в ботаническом саду, ведущей просветительскую работу с учениками, студентами, природоведами.
Сотрудниками ташкентского ботанического сада была издана 14-томная «Дендрология Узбекистана» (на русском языке), тематические сборники, включая 27 (по состоянию на начало 2000-х) сборников «Интродукция растений», 5 (по состоянию на начало 1980-х) «Трудов», множество монографий и научных статей. Значительный вклад в разработку изданий внёс академик Ф. Н. Русанов, который в 1943—1975 годах являлся директором, а в 1976—1979 годах — научным консультантом сада.
По состоянию на начало 2000-х годов ботанический сад поддерживал связи с 477 ботаническими садами и более 200 научными организациями других стран.

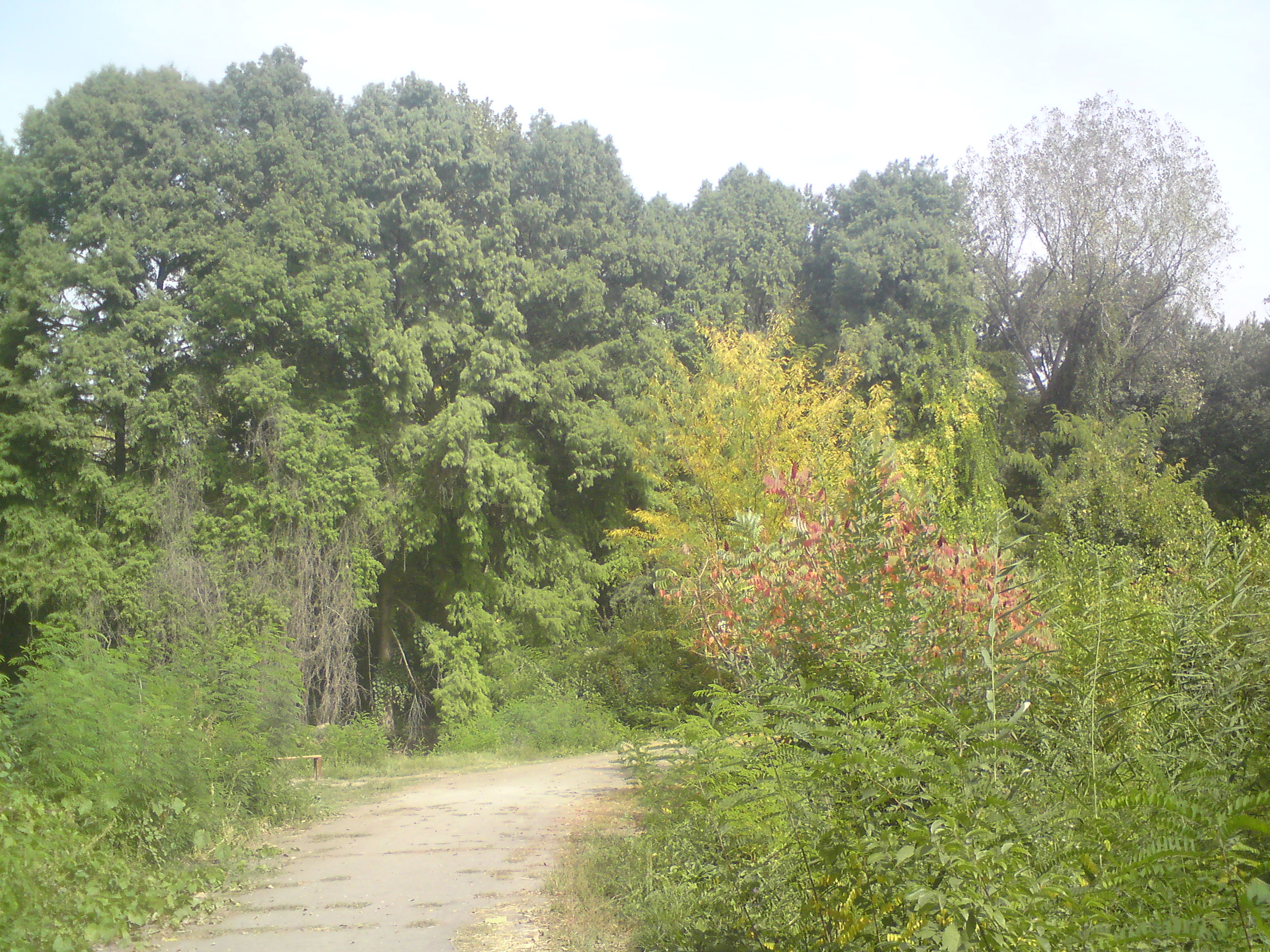
Североамериканская коллекция

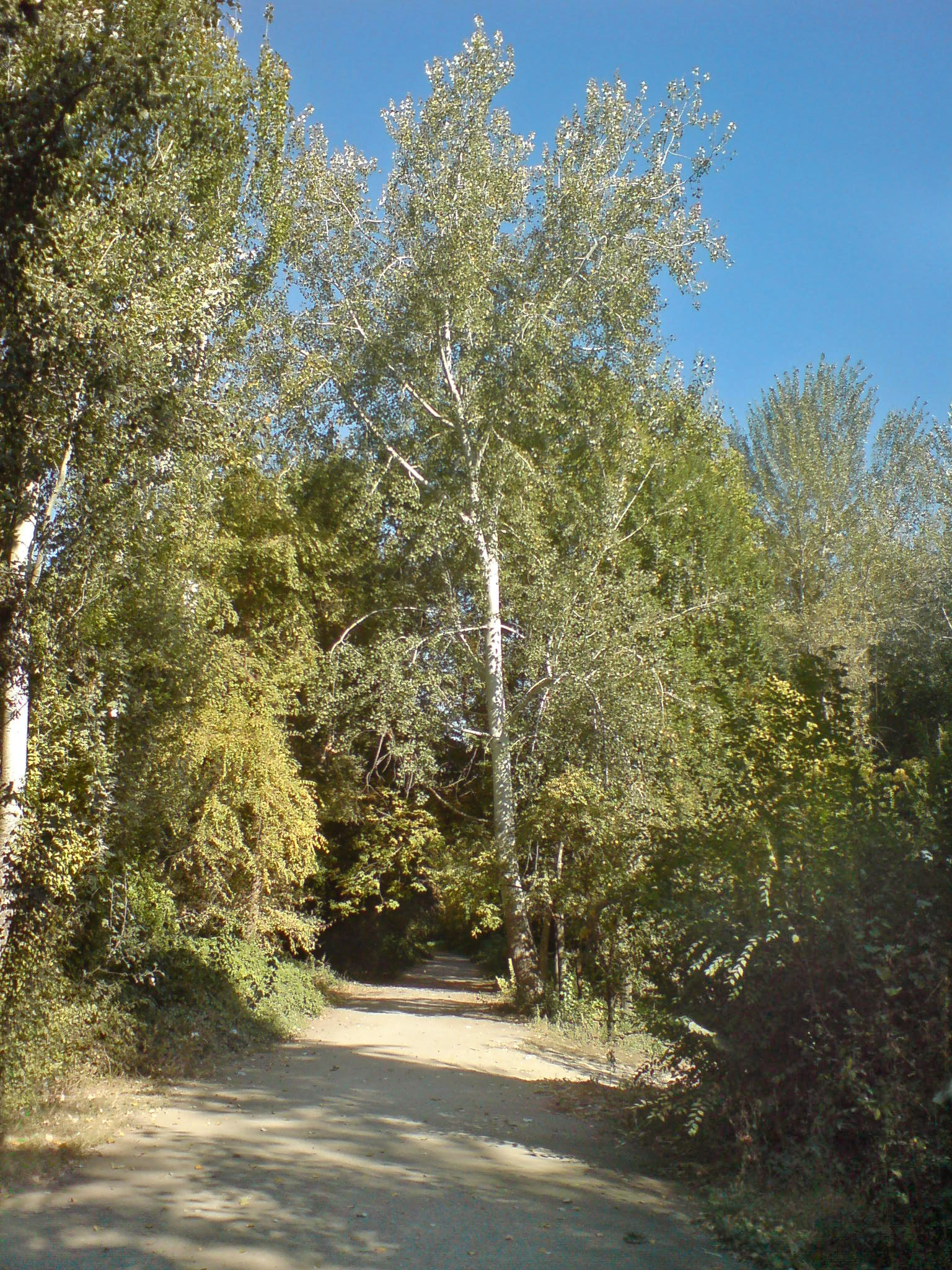
Центральноазиатская коллекция, тополя

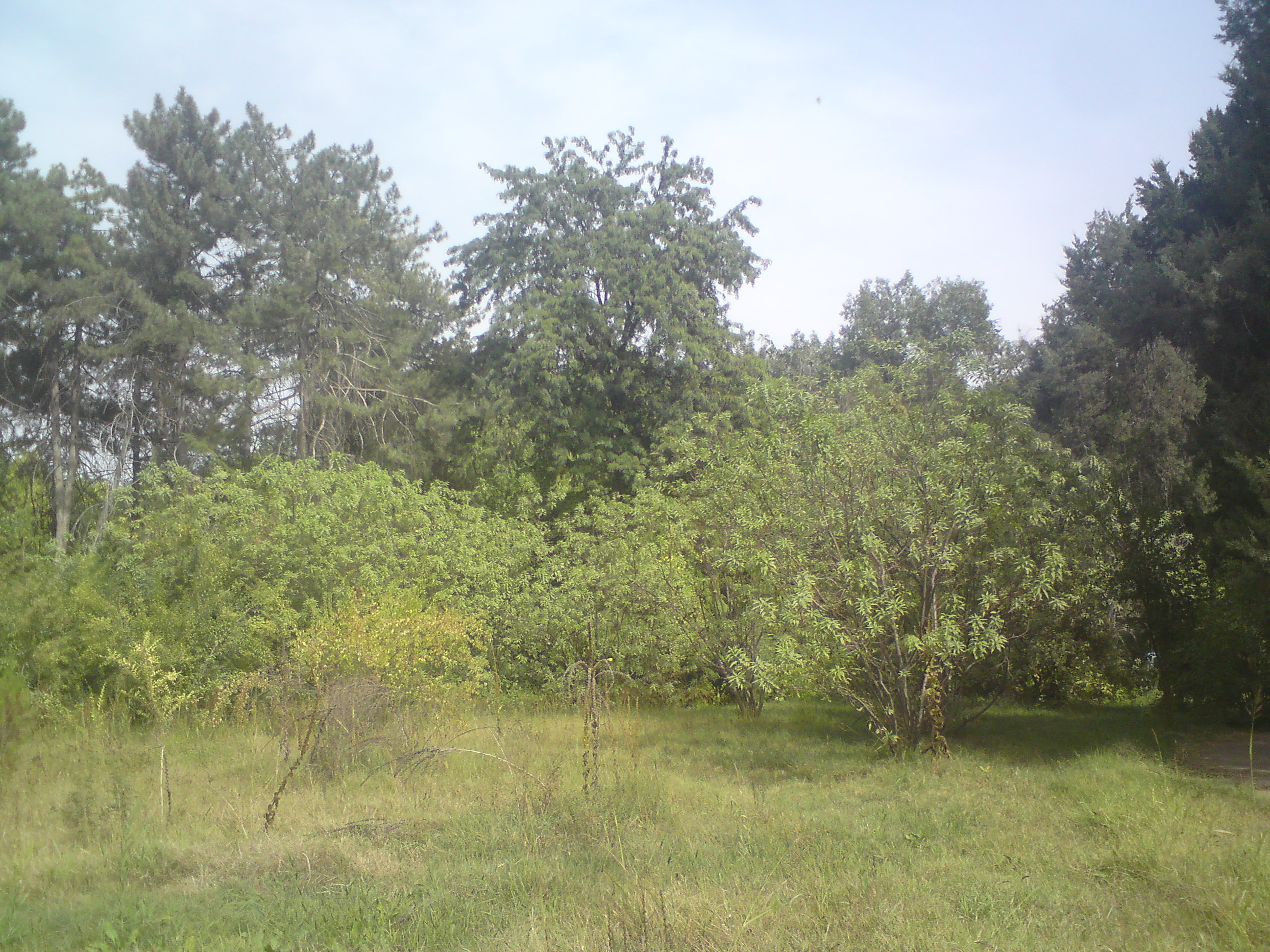
Европейская коллекция, на заднем плане — сосны

## Коллекция
Коллекция сада оценивается в 6000 видов, форм и сортов растений (в основном, из умеренной зоны), количество видов по оценке 2013 года составляет 4500. По данным энциклопедии «Ташкент» (1983), на долю деревьев и кустарников приходится 2500 видов (эта цифра воспроизводится и в «Национальной энциклопедии Узбекистана»), в том числе 170 хвойных, 2200 видов одно, двух- и многолетних трав. В оранжерее было собрано около 800 видов тропических и субтропических растений (в 1980-е годы на закрытом грунте выращивалось свыше 1000 видов), однако зимой 2011—2012, когда в период заморозков не действовало отопление, 500 из них погибли. С начала 1980-х годов инвентаризация растений не производилась. На участках сада представлена флора Европы и Кавказа, Средиземноморского побережья, Средней и Восточной Азии (Китай), Северной Америки.
В числе видов, с которыми ведётся работа по интродукции, представлены декоративные и фруктовые деревья, разнообразные ягодные кустарники, лекарственные растения. Для озеленения выращиваются саженцы тюльпанного дерева, ленкоранской акации, липы крупнолистной, тополя китайского, пирамидальных дубов; многолетние луковичные растения — тюльпан, крокус, гиацинт, — и корневищные растения — ирис, пионы, свыше 90 форм гибридного гибискуса (пахтагули). В оформлении Ташкента активно используются прошедшие первоначальную акклиматизацию в Ботаническом саду маклюра оранжевая, можжевельник виргинский, гледичия, дикорастущий виноград, а также некоторые виды дуба, клёна, берёзы. Получен межродовой гибрид хилопсиса и катальпы — хилокатальпа ташкентская, который широко выращивается в Калифорнии.
На начало 2000-х годов ботанический сад Ташкента ежегодно предоставлял 15 тысяч семян на обмен с другими ботаническими садами.

## Орнитофауна

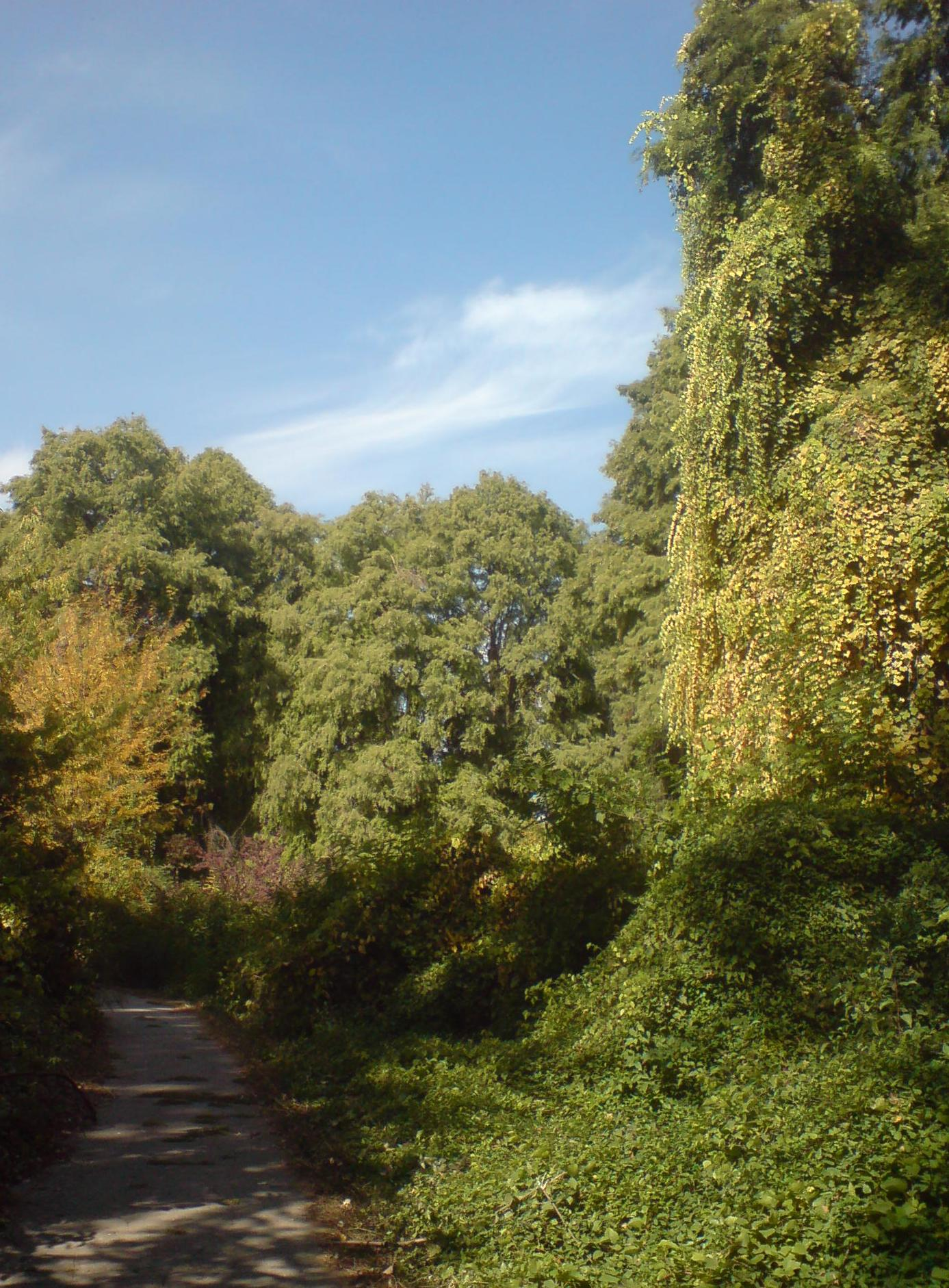
Восточноазиатская коллекция. Дикий виноград оплетает деревья до верхушки

В ботаническом саду Ташкента встречается более 30 гнездящихся, пролётных и зимующих видов птиц, ряд которых нетипичен для остальной территории Ташкента: малая поганка, малый баклан, ястреб-перепелятник, канюк (восточный), фазан, камышница, вяхирь, сплюшка, зимородок, белокрылый дятел, большая (бухарская) синица, лазоревка (желтогрудая), свиристель, майна, крапивник, чёрный дрозд, чернозобый дрозд , пеночка-теньковка, славка-мельничек, чиж, юрок, зяблик, обыкновенный дубонос и другие.

Птицы Ташкентского Ботанического сада
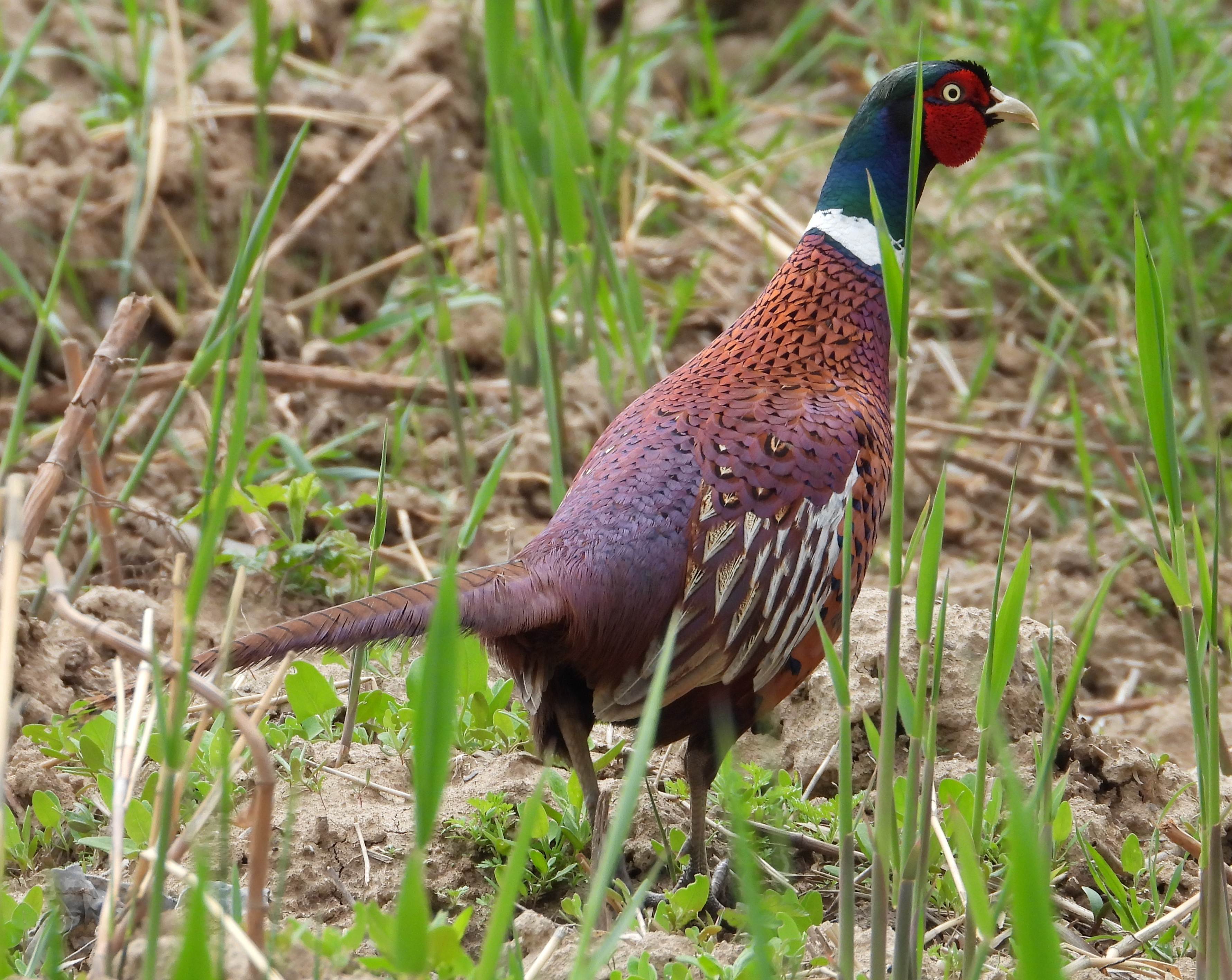
Обыкновенный фазан (самец)
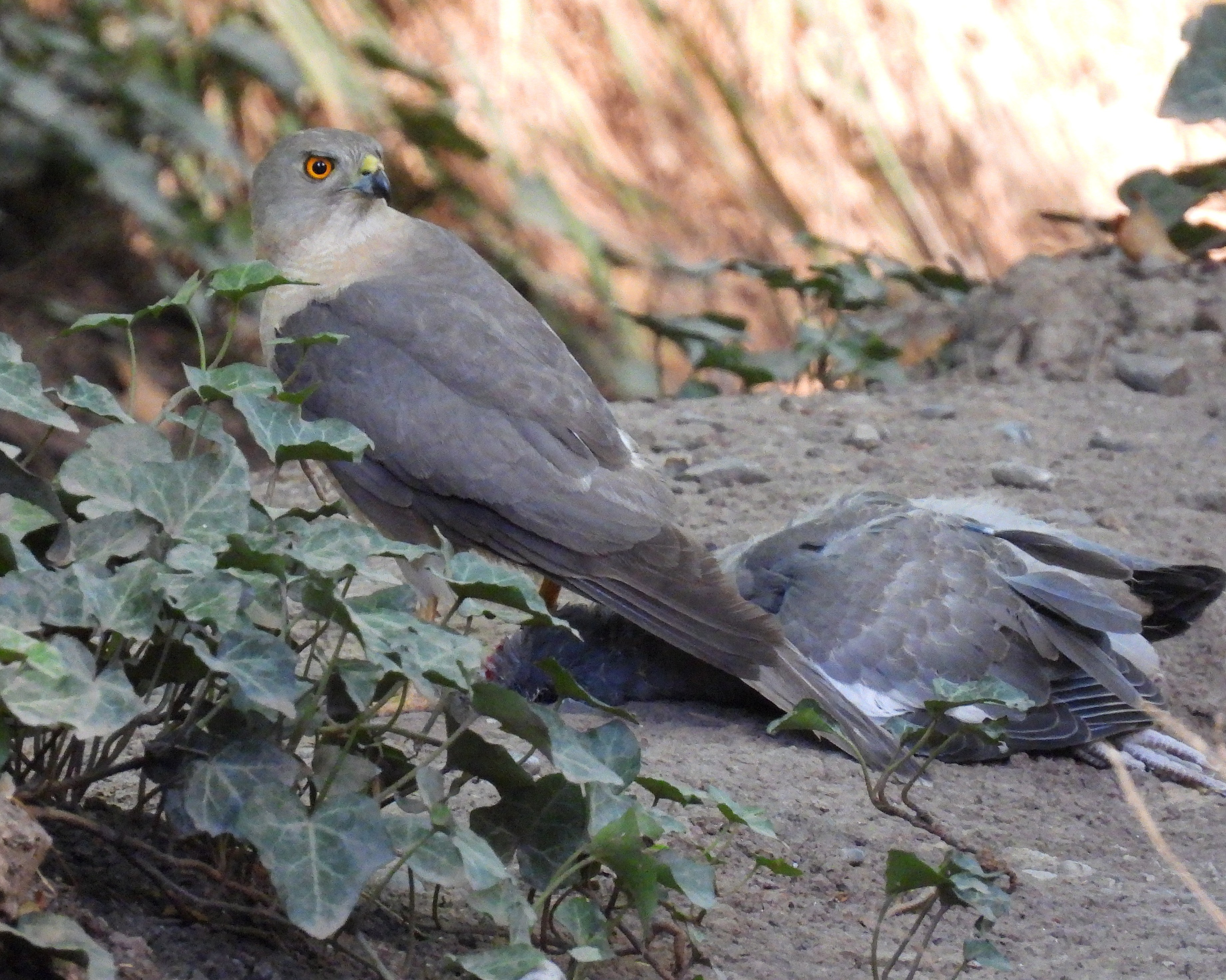
Туркестанский тювик (самка) с добычей (вяхирем)
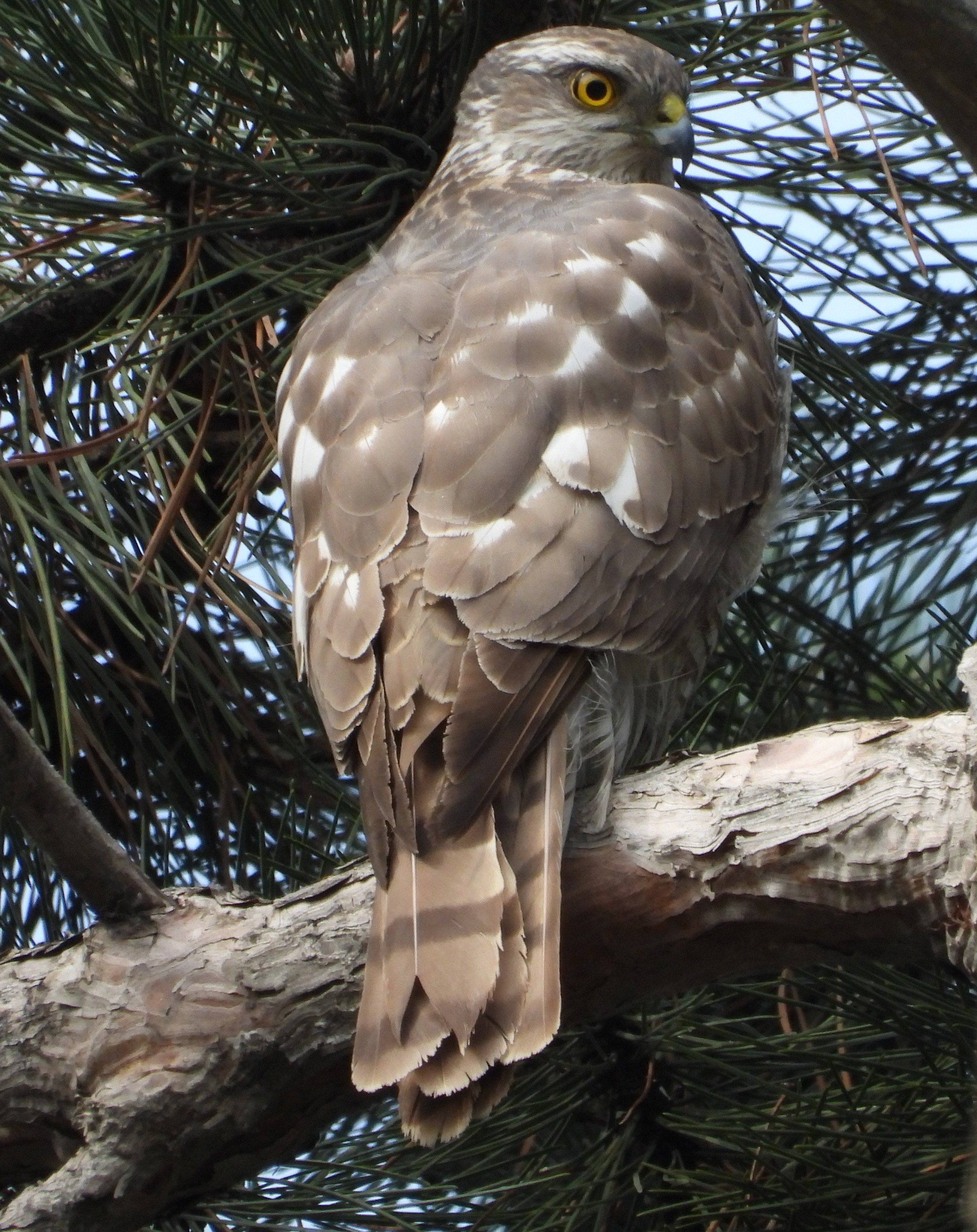
Ястреб-перепелятник
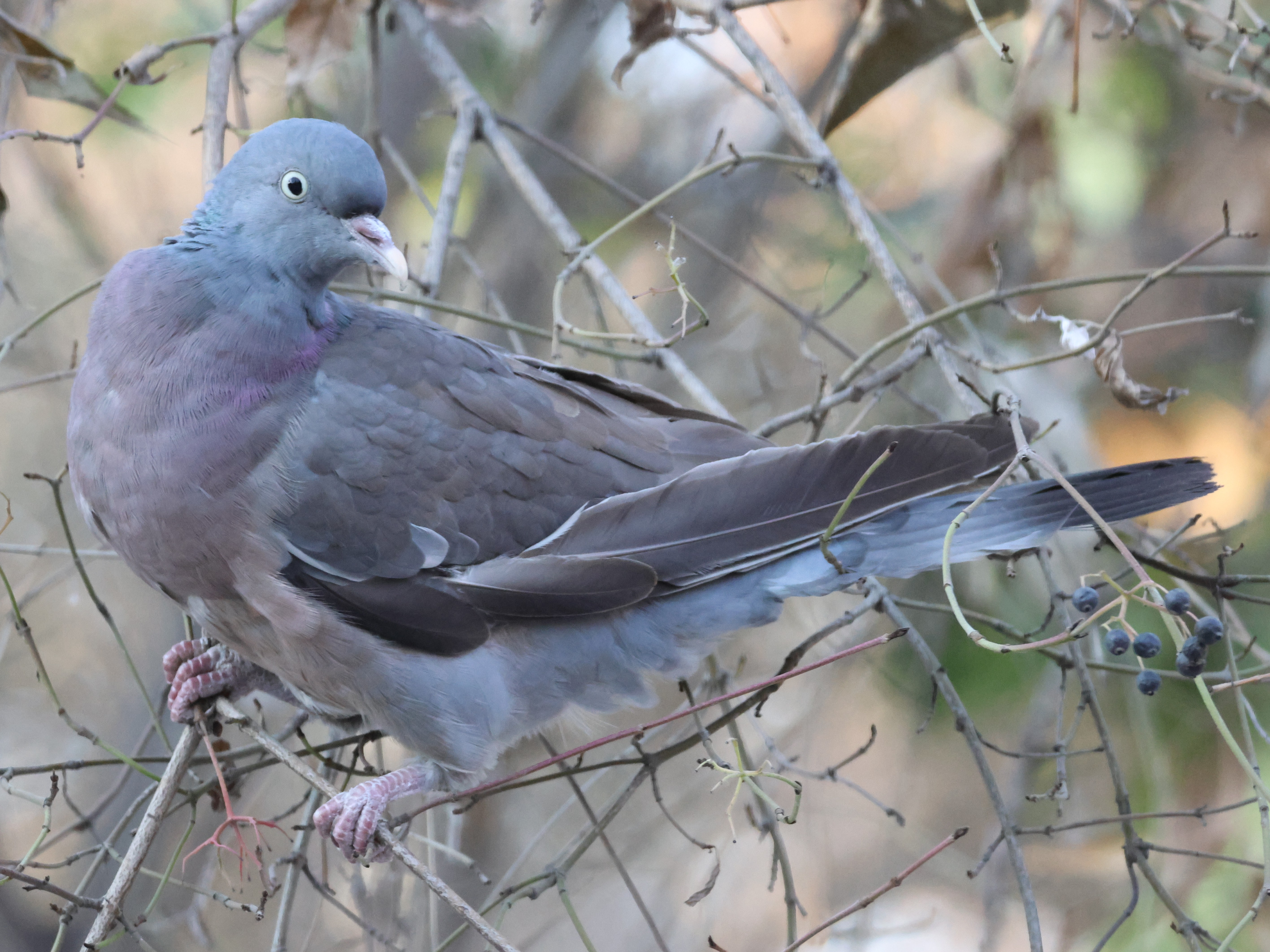
Вяхирь
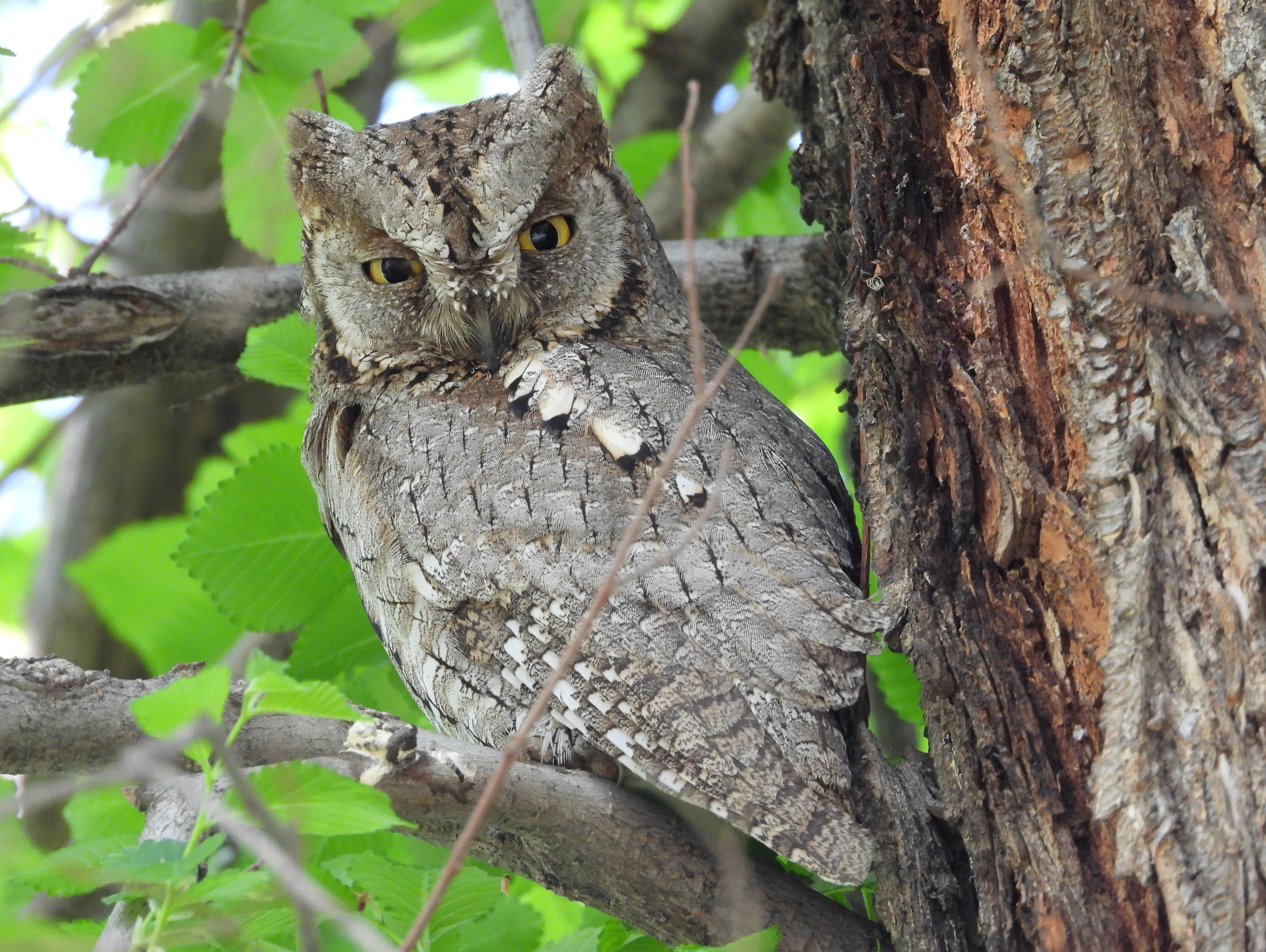
Сплюшка
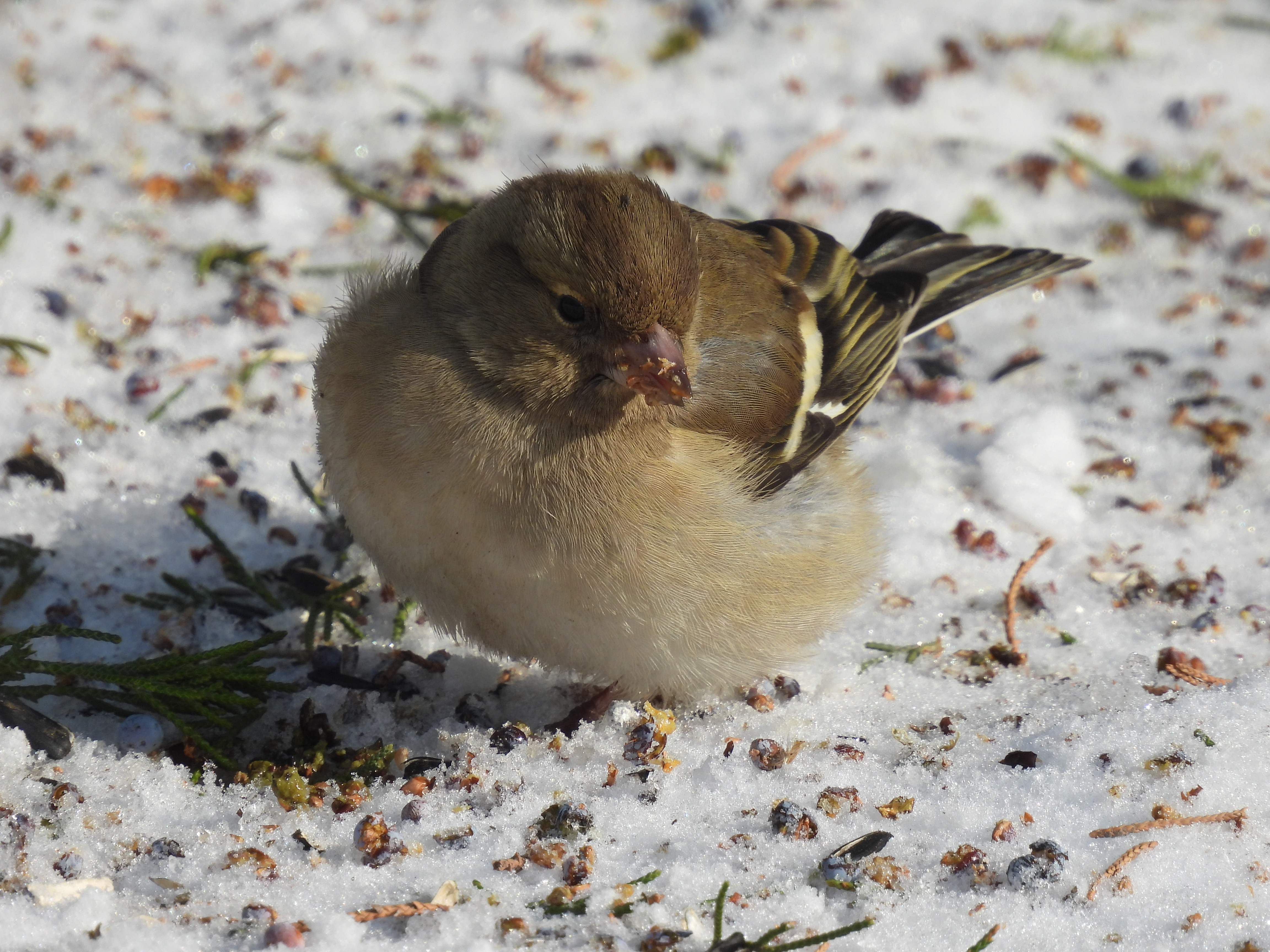
Зяблик (самка)
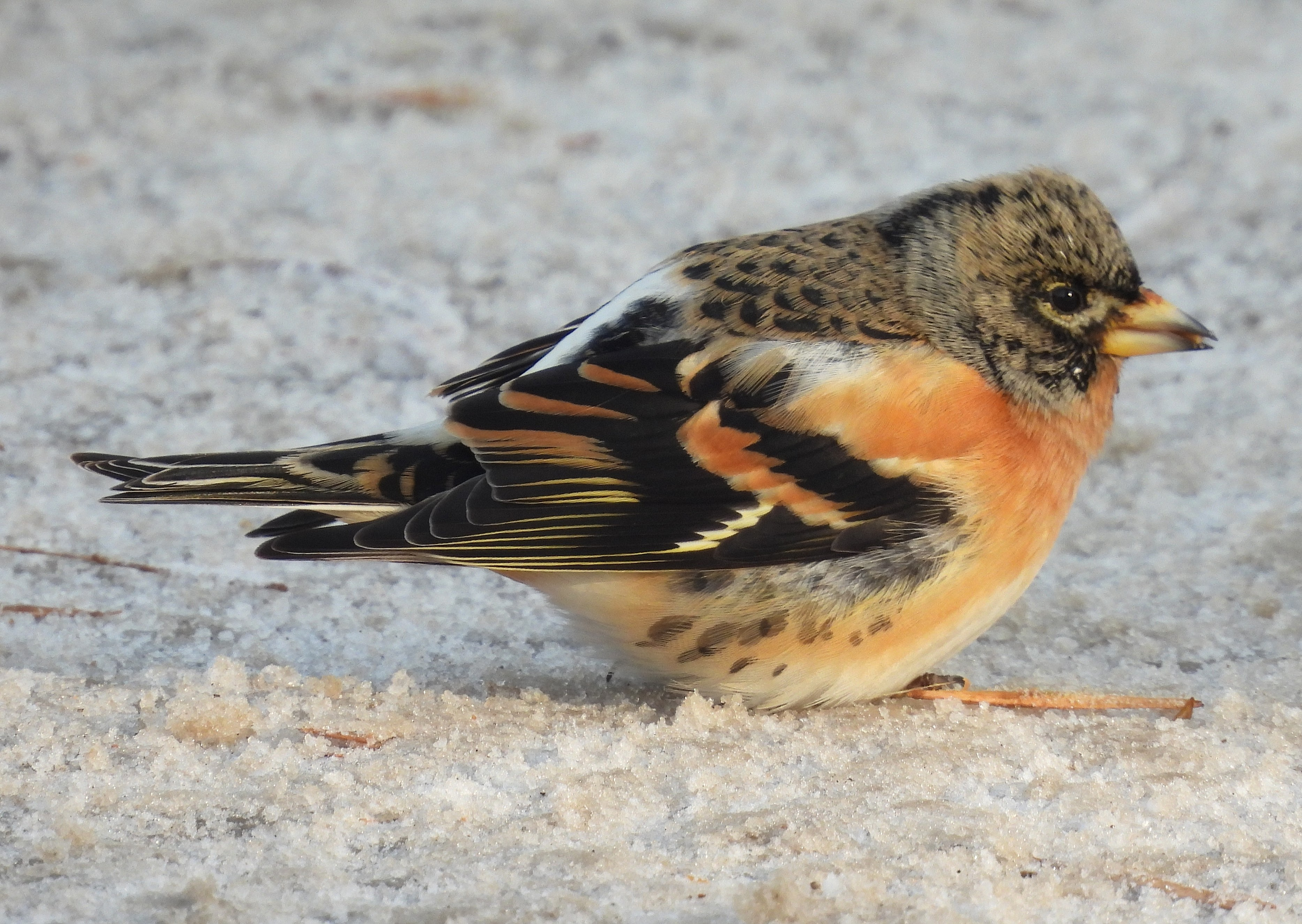
Юрок (самец)
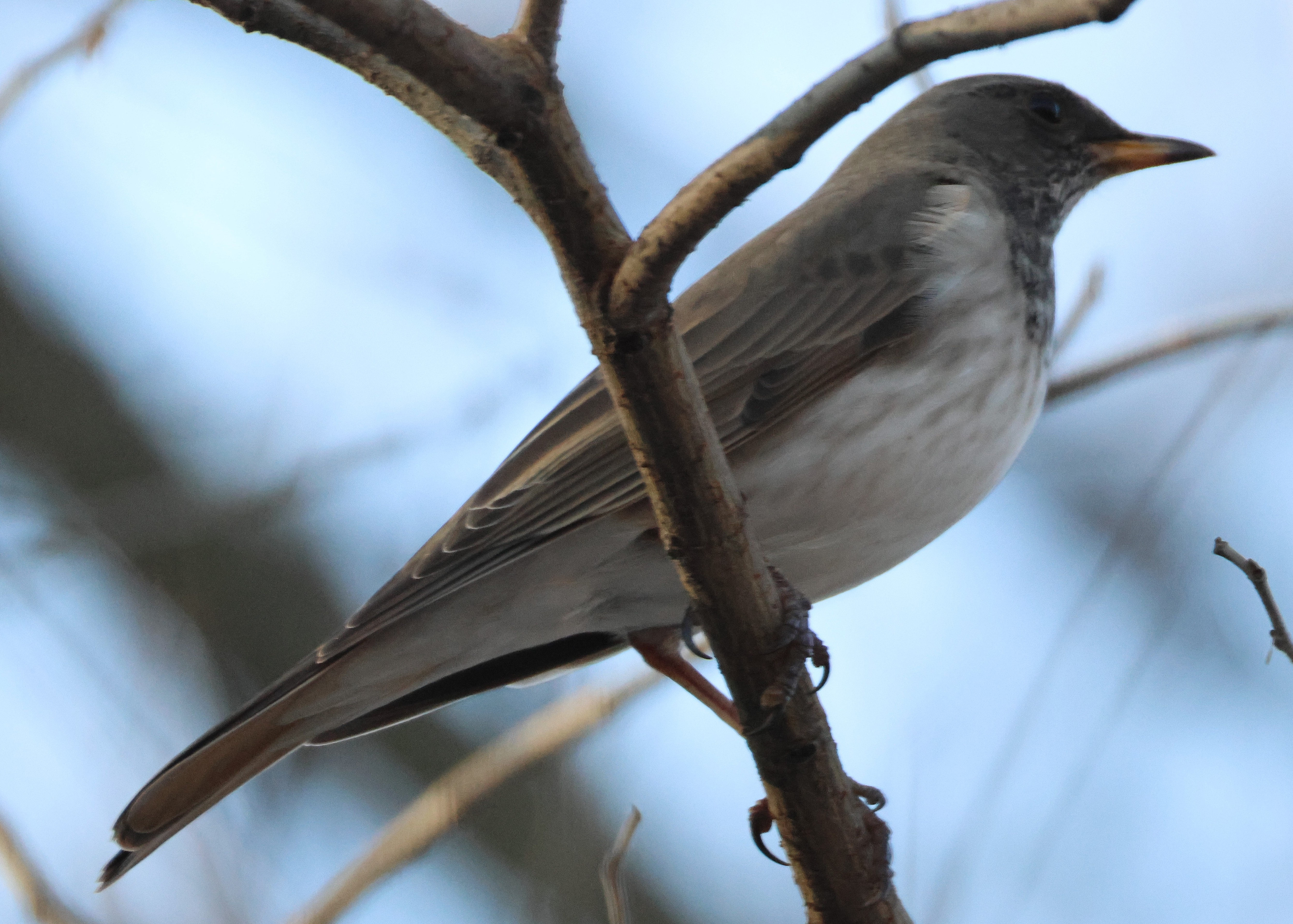
Чернозобый дрозд (самец)

## Проблемы
До 1990-х годов посещать ботанический сад разрешалось только в составе экскурсионных групп в присутствии гида, однако в связи с бюджетным дефицитом была разрешена продажа билетов на свободные прогулки. Сад слабо охраняется, и безнадзорные посетители несут существенную угрозу для его коллекций, собирая цветы и плоды, составляя гербарии из экспозиционных растений, срезая и обламывая ветки, повреждая стволы, протаптывая дорожки, разжигая костры, вырывая из земли таблички. Кроме того, в заборе ботанического сада имеются дыры, через которые проникают нарушители.
Из-за недостатка рабочей силы стало невозможным держать под контролем коллекции: происходит перемешивание растений из различных физико-географических регионов и вытеснение ценных пород агрессивными видами. Многие деревья и кустарники интенсивно оплетены лазающими растениями и лианами, из-за плотных крон был заглушён рост подлеска.
Возникла традиция загадывать желания на горке с фисташковыми деревьями, завязывая на их ветвях ленточки, что нарушает у растений обмен веществ.

## Реконструкция

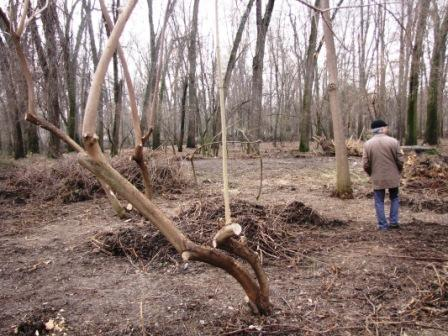
Очистка ботанического сада.
Обрезанное дерево и вырубленный кустарник

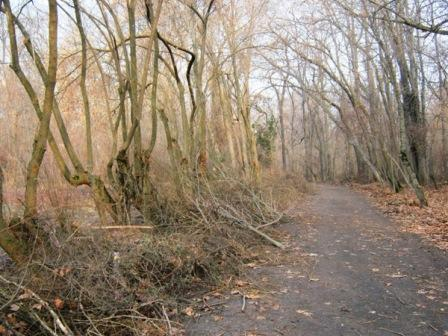
Интенсивная обрезка деревьев
в ходе реконструкции

В настоящее время Институт генофонда растительного и животного мира производит реконструкцию ботанического сада. На её проектирование было выделено 400 млн сумов, предполагаемая сумма на проведение самих работ может составить 9 млрд. сумов ($4,5 млн.). Разрабатывая планы реконструкции, делегация архитекторов Узбекистана посетила Пекин, чтобы ознакомиться с опытом благоустройства ботанических садов в КНР. В январе 2014 года заведующая кафедрой ландшафтного дизайна и интерьера в Ташкентском архитектурно-строительном институте Марина Бородина сообщила ресурсу «Uzbekistan Today» о рассматриваемых проектах. Во входной части сада предложено создать экскурсионное бюро, возвести новые, художественные, ворота и фонтан на пешеходной оси, замостить дорожки декоративной плиткой, укрепить и украсить берега канала Аккурган. Для этих целей будут широко использоваться естественные материалы: дерево и камень. Возможно создание музея ботанического сада и разделения оранжерейной коллекции на три яруса: тропические, субтропические и водные растения.

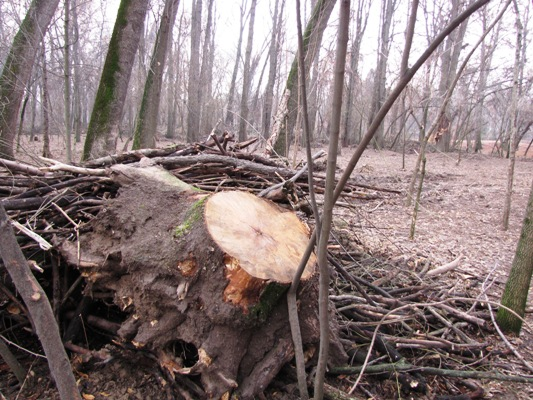
Пень и древесные обрезки,
оставленные в ходе работы по очистке

В марте 2014 года информационная служба Государственного комитета по охране природы сообщила, что реконструкция уже стартовала с очистки и благоустройства территории. 12 января 2014 года согласно протокольному решению Кабинета министров Республики Узбекистан, территория сада была разделена на 13 секторов и 74 участка, за которые будут ответственны различные министерства и ведомства Узбекистана. Так, экспозиция Северной Америки передана Министерству внутренних дел и налоговому комитету, экспозиция Европы, Крыма и Кавказа — Министерству народного образования, ему же, частично, — экспозиция Центральной Азии, другая часть этой экспозиции — Министерству по делам культуры и спорта. Институту генофонда растительного и животного мира было поручено разработать за месяц дизайн участков вместе с художниками, дизайнерами, архитекторами, строителями и экологами (работы на участках — утвердить за 2 недели). Заявлялось, что перед проведением работ деревья будут изучены специалистами, а ход очистки станут инспектировать сотрудники сада и Госкомприроды, чтобы вырубки и обрезки не нанесли ущерб коллекции сада. Запланирован конкурс на лучший сектор и лучший участок, где принцип «Не навреди!» выступит главным критерием оценки.
Однако уже к концу января на территории сада несколько недель велась интенсивная очистка, для которой были привлечены студенты ташкентских вузов и сотрудники городской службы благоустройства. При этом вместе с сорными лианами, оплетающими коллекционные растения, подвергались вырубке и сами кустарники, а спилы на деревьях не были продезинфицированы варом. Количество древесных обрезков оказалось столь велико, что их вывозили крупнотоннажные машины. По словам руководителей акции, сад должен полностью просматриваться, чтобы в его зарослях не могли укрываться влюблённые пары. Кроме того, в зимний период была убрана опавшая листва, укрывавшая корни деревьев.
Согласно решению Кабмина (январь 2014), предприятию «Технолог» поручено выполнить к середине марта 2000 табличек для растений, Алмалыкскому горно-металлургическому комбинату — изготовить и установить 200 скамеек, государственному акционерному обществу «Узкимиёсаноат» предложено выделить в 10-дневный срок необходимые удобрения. Министерству сельского и водного хозяйства и Аграрному университету и руководству Ташкентского ботанического сада поручено в течение месяца разработать вопросы ирригации и агротехники. Такой же срок отведён на планирование методов борьбы с вредителями и болезнями. Министерству народного образования поручены образовательные задачи. Предусмотрена возможность привлечения иностранных грантов.